# میسترال ۵۰۳۳
سیارک ۵۰۳۳ (به انگلیسی: 5033 Mistral، نامگذاری:1990PF) پنج هزار و سی و سومین سیارک کشف شده‌است که در ۱۵ اوت ۱۹۹۰ کشف شد.
قدر مطلق سیارک برابر ۱۲٫۱۰ است.